# Герои в аду
«Герои в аду» (итал. Eroi all’inferno) — итальянский военный фильм 1974 года, снятый режиссёром Джо д’Амато.

## Сюжет
Февраль 1944 года. Франция. Группа военнопленных союзников, разработав хитроумный план, совершает побег из немецкого лагеря, убив двух конвоиров и завладев автомобилем. На захваченном немецком автомобиле они прорываются через блокпост и вскоре присоединяются к французским партизанам. В благодарность за помощь беглые военнопленные соглашаются принять участие в операции партизан по похищению высокопоставленного немецкого офицера — генерала Кауфманна, которым интересуется союзное командование. Переодевшись в трофейную немецкую военную форму, они проникают в немецкий штаб и добиваются встречи с немецким генералом…

## В ролях
| Актёр                 | Роль                                     |
| --------------------- | ---------------------------------------- |
| Ларс Блох             | капитан Алан Картер                      |
| Джордж Мэйнс          | лейтенант Дуглас                         |
| Этторе Манни          | доктор Бакара                            |
| Клаус Кински          | генерал Кауфманн                         |
| Розмари Линдт         | Мария                                    |
| Лучано Росси          | комендант лагеря (в титрах — Лу Каманте) |
| Луис Джойс            | брат Жюльена                             |
| Франко Гарофало       | Банни Сегар (в титрах — Кристофер Оукс)  |
| Стэн Саймон           | лейтенант Стейн                          |
| Доминико Маджио       | немецкий офицер (в титрах — Дин Фостер)  |
| Эдмондо Тьеги         | командир партизан Жюльен                 |
| Луиджи Антонио Гуэрра | Дель Монте                               |

## Съёмочная группа
- Режиссёр: Джо д’Амато (в титрах — Майкл Вотруба)
- Продюсер: Уолтер Брэнди
- Сценарист: Джо д’Амато (в титрах — Майкл Вотруба)
- Оператор: Джо д’Амато (в титрах — Аристид Массачези)
- Композитор: Василий Кожучаров